# Шпис (компания)
Майкопское общество с ограниченной ответственностью «Шпис» (англ. The Maikop Spies Company Limited) — компания, учреждённая англичанами с целью, как сказано в официальном документе того времени, «разведок для поисков нефти на указанных в означенных свидетельствах площадках в Майкопском отделе Кубанской области, по разработке нефтяных залежей и по производству разведок для поисков нефти в других местностях Кавказского края, по переработке добываемой нефти и по торговле нефтью и нефтяными продуктами… Для производства операций в России общество назначает (основной капитал) 260 000 фунтов стерлингов».
Условия деятельности компании в России были высочайше утверждены 26 августа 1911 года.
Правление располагалось в Лондоне. По имеющимся данным, объём собственной добычи нефти обществом Шпиц составлял ежегодно порядка 530 тысяч пудов (8,7 тыс. тонн) сырой нефти.